# Egipčanski tempelj
Egipčanski templji so bili zgrajeni za uradno čaščenje bogov in komemoracijo faraonov v Starem Egiptu in na območjih pod egiptovskim nadzorom. Templji so bili videti kot Stavbe za bogove ali kralje, katerim so bili posvečeni. V njih so Egipčani izvajali različne rituale, osrednje funkcije egiptovske religije: darujejo bogovom, izvajajo mitološke interakcije preko praznovanj in odganjajo sile kaosa. Ti obredi so bili potrebni za bogove, da še naprej podpirajo Maat, božanski red vesolja. Templji in skrb za bogove so obveznosti faraonov, ki so zato namenjali ogromna sredstva, da so tempelj zgradili in vzdrževali. Faraoni so prenesli večino svojih obrednih dolžnosti do bogov na duhovnike, večina prebivalstva pa je bila izključena iz neposrednega sodelovanja pri obredih. Prepovedan jim je bil vstop v najsvetejše področje templja. Vendar je bil pomemben religiozen del za vse razrede Egipčanov, ki so šli k molitvi, darovati in poiskati preroška navodila od boga v templju.
Najpomembnejši del templja je svetišče, v katerem se običajno nahaja kultna slika ali kip njegovega boga. Prostori zunaj svetišča so večji in bolj dodelani v daljšem časovnem obdobju, tako da so se templji razvili iz majhnih svetišč v poznem pred dinastičnem obdobju (konec četrtega tisočletja pred našim štetjem) do masivnih kamnitih kompleksov v Novem Kraljestvu (okoli 1550-1070 pr. n. št.) in kasneje. Ta poslopja so med največjimi in najbolj trajnimi primeri egipčanske arhitekture, z urejenimi elementi v skladu z zapletenimi vzorci verske simbolike. Njihova tipična oblika je sestavljena iz niza zaprtih dvoran, odprtih dvorišč, in masivnih vhodnih pilonov na koncu poti uporabljenih za festivalske procesije. Tempelj obdaja zunanja stena in različne sekundarne stavbe.
Velik tempelj je imel v lasti tudi precejšnje predele zemljišč in zaposlenih na tisoče laikov, ki so delovali za potrebe templja. Templji so bili torej ključna gospodarska, kot tudi verska središča. Duhovniki, ki so upravljali te močne institucije so imeli velik vpliv in kljub svoji navidezni podrejenost kralju, so lahko povzročali velike izzive njegovi avtoriteti.
Tempeljske stavbe so se v Egiptu nadaljevale kljub upadu naroda in končni izgubi samostojnosti pod rimskim imperijem. S prihodom krščanstva se je egipčanska religija soočila s preganjanjem, zadnji tempelj je bil zaprt okoli leta 550. Starodavne zgradbe so utrpele uničenje in zanemarjanje. Na začetku 19. stoletja je val zanimanja za Stari Egipt zajel Evropo, kar je bila podlaga za znanost o egiptologiji in zanimanje večjega števila obiskovalcev, da bi videli ostanke civilizacije. Do danes je ohranjenih desetine templjev, nekateri so postali svetovno znane turistične znamenitosti, ki pomembno prispevajo k sodobnemu egiptovskemu gospodarstvu. Egiptologi še naprej raziskujejo ohranjene templje in ostanke, ki so neprecenljivi vir informacij o starodavni egipčanski družbi.

## Funkcija

### Religiozna
Starodavni egipčanski templji so bili mišljeni kot kraji prebivanja bogov na zemlji. Izraz, ki ga Egipčani najpogosteje uporabljajo za opisovanje tempeljske stavbe, ḥwt-nṯr, pomeni "dvorec (ali ograda) za boga". Prisotnost boga v templju je povezana s človeškim in božanskim kraljestvom in daje možnost ljudem za interakcijo z bogom po obredu. Ti obredi, so verjeli, so omogočali bogu, da še naprej igra svojo pravo vlogo v naravi. Zato je bil ključni del v egipčanskega prepričanja vzdrževanje maat, idealnega reda narave in človeške družbe. Ohranjanje maat je celoten namen egipčanske religije in je bil namen templja kot takega.
Ker je bil zaslužen za božansko moč, je bil faraon kot sveti kralj obravnavan kot predstavnik Egipta pred bogovi in najpomembnejši pristaš maat. Tako je bila teoretično njegova dolžnost, da opravlja tempeljske obrede. Ker so bili templji po vsem Egiptu, je bilo nemogoče zanj, da bi to delo opravljal sam, so večino časa te daritve opravljali duhovniki. Kljub temu je bil faraon dolžan vzdrževati, zagotoviti in širiti templje vse njegovo obdobje.
Čeprav je faraon prenesel svojo avtoriteto na duhovnike, je bila uspešnost tempeljskih obredov še vedno njegova uradna dolžnost. Udeležba običajnega prebivalstva je bila pri večini slovesnosti  prepovedana. Večina laične verske dejavnosti je potekala v zasebnih in javnih svetiščih, ločenih od uradnih templjev. Kljub temu pa so templji pritegnili precejšnjo čaščenje navadnih Egipčanov.
Vsak tempelj je imel glavno božanstvo, namenjeni pa so bili tudi drugim bogovom. Vendar pa niso vsa božanstva imela svojih templjev. Veliko demonov in gospodinjskih bogov je bilo vključeni predvsem v magične ali zasebne verske prakse, z malo ali brez prisotnosti v tempeljskih obredih. Tam so bili tudi drugi bogovi, ki so imeli pomembne vloge v vesolju, vendar iz neznanih razlogov niso bili počaščeni s templjem. Mnoge so častili samo v nekaterih predelih Egipta, mnogi lokalni bogovi pa so bili pomembni po vsej državi. Tudi božanstva, ki so jih častili po vsej državi, so bila močno povezana z mest, kjer so se nahajali njihovi glavni templji. V egiptovskem ustvarjanje mitov, je prvi tempelj nastala kot zatočišče za boga - kateri bog je različno glede na mesto - ki je stal na kupčku zemlje, kjer se je začel proces ustvarjanja. Kot prvobitni dom boga in mitološka lokacija ustanovitve mesta, je bil tempelj videti kot središče regije iz katere je mestne patron bog vladal nad njim. 
Faraoni so zgradili tudi templje za ohranjanje svoje duše v posmrtnem življenju, pogosto povezane z ali v bližini svojih grobov. Ti templji se tradicionalno imenujejo "pogrebni templji" in se bistveno razlikujejo od templjev bogov. Vendar pa v zadnjih letih nekateri egiptologi, kot je Gerhard Haeny, trdijo, da ne obstaja jasna delitev med njima. Egipčani niso pogrebnih templjev posebej imenovali. Prav tako so rituali za mrtve in rituali za bogove izključujoči. Simbolika, ki je obkrožala smrt je bila prisotna v vseh egiptovskih templjih. Čaščenje bogov je bilo prisotno do neke mere v pogrebnih templjih in egiptolog Stephen Quirke je dejal, da "v vseh obdobjih kraljevski kult vključuje bogove, pa tudi ... vsi kulti bogov vključujejo kralja".  Kljub temu so bili nekateri templji očitno uporabljeni v spomin umrlim kraljem in nudili prostor za njihove duše. Njihov točen namen ni povsem jasen; lahko bi pomenilo, da se združi kralj z bogovi, da bi se dvignil do božanskega statusa. V vsakem primeru, težavnost ločevanja božanskih in pogrebnih templjev odraža tesno prepletanje božanskosti in prepričanje vladarjev Egipta.

### Ekonomska in administrativna
Templji so bili tudi ključni centri gospodarske dejavnosti. Največji med njimi so potrebovali ogromna sredstva in zaposlovali več deset tisoč duhovnikov, obrtnikov in delavcev. Gospodarsko delovanje templja je bilo podobno velikemu egiptovskemu gospodinjstvu, le da so uslužbenci služili templju boga. Ta podobnost se odraža v egiptovskem izrazu za tempeljsko ozemlje in njihovo upravljanje, pr, kar pomeni »hiša« ali »nepremičnina«. 
Nekateri prihodki so prišli neposredno od kraljevih donacij. V Novem kraljestvu, ko je bil Egipt imperialno močan, so te donacije pogosto prišle iz vojaških akcij ali darov kraljevih držav. Kralj je zaračunaval tudi različne davke, ki so šle neposredno za podporo templju. Drugi prihodki so bili darovi posameznikov, ki so ponudili zemljišča, sužnje ali blago v zameno za molitev in duhovniško službo za ohranjanje njihove duše v posmrtnem življenju. 
Velik del ekonomske podpore so bila lastna sredstva. Ta so vključevala velika zemljišča zunaj templja, včasih v popolnoma drugi regiji kot tempelj sam. Najpomembnejša vrsta lastnine so bila kmetijska zemljišča, ki so proizvajala žito, sadje ali vino ali so se na njih pasle črede živine. Tempelj je bodisi neposredno upravljal ta zemljišča, ali jih oddajal v najem kmetom za delež pridelka, ali so jih upravljali skupaj s kraljevo upravo. Templji so izvajali tudi ekspedicije v puščavo za zbiranje sredstev, kot so sol, med, divjad ali rudniki dragocenih mineralov. Flote ladij v njihovi lasti so opravljale trgovino po vsej državi ali celo izven meja Egipta. Tako, kot pravi Richard H. Wilkinson, je tempeljska nepremičnina "pogosto predstavljala del Egipta samega". Kot pomembno gospodarsko središče in delodajalec velikemu delu lokalnega prebivalstva, je bil tempelj ključni del mesta, v katerem je stal. Še več, ko je bil tempelj zgrajen na praznem zemljišču, je bilo ob njem zgrajeno novo mesto, da ga podpre.
Vsa ta gospodarska moč je bila na koncu pod nadzorom faraona in tempeljski proizvodi in premoženje so bili pogosto obdavčeni. Njihovi zaposleni, tudi duhovniki, so bili predmet sistema corvée (delovna obveznost) države, ki je vpoklicala ljudi za kraljeve projekte. To bi se lahko odredilo tudi za zagotavljanje oskrbe za nekatere posebne namene. Harkhufovi trgovski ekspediciji v Starem Kraljestvu je bilo dovoljeno, da nabavi potrošni material iz katerega koli templja je želela, pogrebni templji v Tebanski nekropoli so nadzirali provizijo zaposlenih delavcev pri Deir el-Medini. Kralji so lahko tempelj ali osebje oprostili iz obdavčitve in vpoklica. 
Kraljeva uprava je lahko naročila nekemu templju preusmeriti svoje vire na drugega, katerega vpliv je želela razširiti. Tako bi lahko kralj povečal dohodek templja boga z omejenimi možnostmi, pogrebni templji zadnjih vladarjev so jemali sredstva iz templjev  faraonov, ki so bili že dolgo mrtvi. Najbolj drastično krmiljenje tempeljskih posestev je bila nova razdelitev premoženja v državi z zapiranjem nekaterih templjev. Takšne spremembe so lahko bistveno spremenile gospodarsko okolje Egipta. Templji so bili tako pomembni instrumenti, s katerimi je kralj upravljal narodne vire in njene ljudi.
Ko je Egipt postal rimska provinca, so rimski uradniki skušali zmanjšati moč in neodvisnost templjev. Templji so bodisi plačevali najemnino za zemljišča v lasti ali so morali predati svoja zemljišča v zameno za državno podporo. Njihovi kulti so postali strogo nadzorovani, manj samonosni in bolj odvisni od vladnih donacij. 

## Razvoj

### Zgodnji razvoj
Najstarejša znana svetišča so se pojavila v Egiptu v poznem pred dinastičnem obdobju, v poznem četrtem tisočletju pred našim štetjem, na mestih, kot so Sais in Buto v Spodnjem Egiptu in Nekhen in Coptos v Zgornjem Egiptu. Večina teh svetišč je bila zgrajena iz neobstojnih materialov, kot so les, trsje in nežgana opeka. Kljub nestabilnosti teh zgodnjih stavb, so kasnejše egipčanske umetnosti nenehno ponovno uporabljale in prilagajale iste elemente.
V zgodnjem dinastičnem obdobju (okoli 3100-2686 pred našim štetjem), so prvi faraoni zgradili pogrebne komplekse v verskem središču Abidos sledeč enotnemu splošnemu vzorcu iz pravokotne blatne opeke ograjen prostor. V Starem Kraljestvu (okoli 2686-2181 pr. n. št.), ki je sledilo zgodnje dinastičnemu obdobju, so se kraljevi nagrobni spomeniki močno razširili, medtem ko je večina templjev bogov ostala razmeroma majhna, kar kaže, da je uradna vera v tem obdobju poudarjala kult božanskega kralja bolj kot neposredno čaščenje božanstev. Božanstva so bila tesno povezana s kraljem, kot bog sonca Ra in boginja Hator in prejela več kraljevskih darov od druga božanstva. Tempelj Ra v Heliopolisu je bil eden od velikih verskih središč te dobe in več faraonov Starega Kraljestva je zgradilo velike templje v njegovo čast v bližini svojih piramid. Majhni provincialni templji so ohranili različne lokalne sloge iz pred dinastičnih časov in jih ni prizadel kraljevski kult mest. 
Širitev nagrobnih spomenikov se je začela v času vladanja Džoserja, ki je zgradil svoj kompleks v celoti iz kamna in postavil v prostoru stopničasto piramido, pod katero je bil pokopan: Džoserjeva piramida. Za preostali del starega kraljestva so grobnico in tempelj združili v izpopolnjenem kamnitem piramidnem kompleksu. V bližini je imel vsak piramidni kompleks mesto, ki je skrbelo njihove za potrebe, kot so sicer mesta podpirala templje v vsej egiptovski zgodovini. Druge spremembe so nastale v času vladanja Sneferuja, ki se začnejo s prvo piramido pri Meidumu, piramidni kompleks zgrajen simetrično vzdolž osi vzhod-zahod, z dolinskim templjem na bregovih Nila, povezanim s piramidnim templjem ob vznožju piramide. Neposredni nasledniki Sneferuja so sledili temu vzorcu, vendar se začnejo v poznem Starem Kraljestvu piramidnih kompleksi kombinirati z različnimi elementi iz aksialnega načrta in pravokotnega Džoserjevega načrta.
Vladarji Srednjega Kraljestva (okoli 2055-1650 pr. n. št.) so nadaljevali gradnjo piramid in pripadajočih kompleksov. Redki ostanki templjev iz tega obdobja so v Medinet Maadi in kažejo, da je tempeljski načrti zrasel bolj simetričen, božanski templji pa so postali večji in iz kamna. Prostor svetišče leži za stebriščno dvorano in se pogosto pojavlja v templjih Srednjega Kraljestva, včasih se ta dva elementa srečata z odprtim dvoriščem, kar predstavlja standardno postavitev templja, ki se je uporabljal v poznejših obdobjih.

### Novo Kraljestvo
Z večjo močjo in bogastvom v Novem Kraljestvu (okoli 1550-1070 pred našim štetjem) je Egipt namenjal še več sredstev za svoje templje, ki so postali večje in bolj dodelani. Vloga visokih duhovnikov je postala stalna in še bolj obvladovala velik del bogastva Egipta. Nekateri ocenjujejo, da so imeli templji v obdobju Novega Kraljestva, v lasti približno 33% orne zemlje. Najpomembnejši bog časa je bil Amon, katerega glavni kultni center je bil v Karnaku v Tebah, sčasoma je postal največji od vseh templjev, in njegovi duhovniški so imeli velik politični vpliv.
Številni templji so bili zdaj v celoti zgrajeni iz kamna. Njihov splošni načrt je postal fiksen s svetiščem, dvoranami, dvorišči in pilonoma pred dostopno potjo, ki se je uporablja za festivalske procesije. Faraoni Novega Kraljestva so prenehali graditi piramide kot nagrobne spomenike in postavili svoje grobnice daleč od svojih pogrebnih templjev. Pogrebni templji so začeli uporabljati enak načrt, kot tisti posvečeni bogovom.
V sredini Novega Kraljestva je faraon Akhenaten častil boga Atona nad vsemi drugimi in sčasoma odpravil uradno češčenje večine drugih bogov. Tradicionalni templji so bili zanemarjeni, zgrajeni so bili novi Atonovi templji, ki so se močno razlikovali v načrtu in izgradnji. Toda Akhenatenova revolucija se je obrnila kmalu po njegovi smrti, in tradicionalni kulti so bili obnovljeni ter novi templji uničeni. Kasnejši faraoni so posvetil še več sredstev za templje, zlasti Ramzes II., najbolj ploden graditelj v egiptovski zgodovini. Kot je bogastvo duhovnikov še naprej rastlo, je rastel tudi njihov verski vpliv: tempeljska preročišča, ki so jih nadzorovali duhovniki, so bila vse bolj priljubljen način sprejemanja odločitev. Faraonova moč je upadla in v 11. stoletju pred našim štetjem so bili visokih duhovniki sposobni, da prevzamejo nadzor nad celotnim Zgornjim Egiptom, kar je povzročilo politično razdrobljenost tretjega vmesnega obdobja (okoli 1070-664 pred našim štetjem).
Ko je razpadlo Novo kraljestvo, se je gradnja pogrebnih templjev prenehala in ni bila nikoli oživljena. Vendar pa so bili nekateri vladarji tretjega vmesnega obdobja pokopani v ograjenih templjih bogov, s čimer se nadaljuje tesna povezava med svetiščem in grobnico. 

### Kasnejši razvoj
V poznejšem obdobju (664-323 pred našim štetjem) je oslabljena egiptovska država padla pod serijo zunanjih oblastnikov in doživljala le občasna obdobja neodvisnosti. Mnogi od teh tujih vladarjev, ki so financirali in vzdrževali templje, so okrepili svoje zahteve do vladarjev Egipta. Kušitski faraoni iz 8. in 7. stoletja pred našim štetjem so obnovili tempelj v Karnaku in sprejeli egipčanski slog tempeljske arhitekture pri gradnji v njihovi materni deželi Nubiji. Začela se je dolga tradicija prefinjenih nubijskih tempeljskih stavbe.
Kljub političnemu preobratu se je egipčanski tempelj naprej razvijal brez da bi absorbiral kaj več tujih vplivov. Templji so bili bolj osredotočeni na priljubljene verske dejavnosti, kot so preročišča, živalski kulti in molitev. Nove arhitekturne oblike so se še naprej razvijale, kot na primer pokriti kioski pred dostopnimi potmi, podrobnejši slogi stebrov in mammisi, kapele ob velikih templjih, ki praznujejo mistično rojstvo boga. Čeprav so se značilnosti poznega tempeljskega sloga v zadnjem obdobju razvile po pravilu narave, večina primerov sega v obdobje Ptolemajcev, grških kraljev, ki so vladali kot faraoni že skoraj 300 let.
Po Rimski osvojitvi Ptolomajskega kraljestva v 30-tih pred našim štetjem, so rimski cesarji prevzeli vlogo vladarja in tempeljskega mecena, zmanjšali bogastvo templjev in politično moč. Številni templji v rimskem Egiptu so bili še naprej zgrajeni v egipčanskem slogu, nekateri drugi, tudi posvečeni egiptovskim bogovom, kot tempelj Izide v Ras el-Soda, so bili zgrajeni v slogu, ki izhaja iz rimske arhitekture.
Izgradnja templjev je nadaljevala tudi v tretjem stoletju našega štetja, vendar kot je imperij slabel, so se cesarska donacije v tempelj kultov zmanjšale. Templji so nadaljevali aktivnosti in se opirali bolj na finančno podporo in prostovoljno delo okoliških skupnosti. V naslednjih stoletjih so krščanski cesarji izdali dekrete, ki so bili bolj sovražni do poganskih kultov in templjev. Nekateri kristjani so napadli in uničili templje, jih oplenili kot tistega v Serapeumu in druge templje v Aleksandriji v letih 391 ali 392. Po kombinaciji krščanske prisile in izgube sredstev, so templji prenehali delovati v različnih obdobjih. Zadnji tempeljski kult je izumrl v petem ali šestem stoletju našega štetja, čeprav so domačini lahko častili še v nekaj mestih še dolgo po tem, ko so se redne slovesnosti tam prenehale.

## Konstrukcija
Templji so bili zgrajeni v celotnem Zgornjem in Spodnjem Egiptu, kakor tudi v egiptovskih v oazah v libijski puščavi kot je Siva in v postojankah na Sinajskem polotoku, kot je dolina Timna. V obdobjih, ko je Egipt vladal Nubiji, so egiptovski vladarji zgradili templje tudi tam, kot je Jebel Barkal. Večina egiptovskih mest je imela tempelj, vendar je bil v nekaterih primerih, kot pri pogrebnih templjih ali templjih v Nubiji, to nov temelj na prej praznem zemljišču. Natančna lokacija templja je bila pogosto izbrana iz verskih razlogov: na primer mitološki rojstni kraj ali grob boga. Tempeljska os je bila lahko zasnovana tako, da je bila poravnana z lokacijami verskega pomena, kot je stran sosednjega templja ali kraj vzhajajočega sonca ali posameznih zvezd. Veliki tempelj Abu Simbel, na primer, je postavljen tako, da dvakrat letno vzhajajoče sonce osvetljuje kipe bogov v njegovi najgloblji sobi. Večina templjev pa je usklajena proti Nilu z osjo poteka približno vzhod-zahod.
Pred gradnjo je bilo potrebno izdelati serijo ritualov. Nadaljnji sklop ritualov je sledil zaključku templja namenjenemu zaščitniku boga. Aktivnosti so bile izvedene, vsaj v teoriji, kot del kraljevih verskih dolžnosti; po egiptovskem prepričanju je bil za vsa gradbena templja simbolično odgovoren kralj. V resnici je bilo to delo na stotine njegovih podložnikov, vpoklicanih v državnem corvée sistemu. Pri gradnji, ki je trajala leta ali celo desetletja, so uporabljali predvsem kamen in leseno orodje.
Uporaba kamna v egipčanskih templjih je poudarila njihov namen kot večne hiše za bogove in jih ločila od stavb za uporabo smrtnikov, ki so bile zgrajene iz nežgane gline. Vendar pa so bili zgodnji templji tudi zgrajeni iz opeke in drugih pokvarljivih materialov in večina obrobnih stavb v templju je ostala zgrajena iz opeke v vsej egipčanski zgodovini. Glavni kamen, ki se je uporabljal pri gradnji templja je bil apnenec in peščenjak, ki je pogost v Egiptu. Kamen, ki je trši in težji za obdelavo, kot granit, je bil uporabljen v manjši meri za posamezne elemente, kot so obeliski. Kamen za izgradnjo templja je bil lahko pridobljen v bližini ali so ga pošiljali na Nilu iz kamnolomov od drugod.
Tempeljske strukture so bile zgrajene na kamnitih temeljih, položenih s peskom napolnjene jarke. Stene in druge strukture so bile zgrajene iz velikih blokov različnih oblik. Bloki so bili položeni običajno brez malte. Vsak kamen je bil obdelan tako, da se je prilegal s sosednjimi, običajno kvadrastimi bloki, katerih neenakomerne oblike so se prepletale. Notranjost zidov je bila pogosto zgrajena manj natančno, z uporabo grobih kamnov slabše kakovosti. Za izgradnjo struktur nad tlemi so delavci uporabljali velike gradbene rampe. Pri kopanju prostorov v živi skali, so delavci kopali od zgoraj navzdol, klesali plazeč se v bližini stropa in rezali proti tlom. Ko je bila struktura templja popolna, so surove kamne prekrili in ustvarili gladko površino. Za okrasitev teh površin so vklesali v kamen ali plast ometa reliefe. Reliefi so bili nato okrašeni s pozlato, inkrustacijo ali barvo. Barve so bile običajno mešanice mineralnih pigmentov z neke vrste lepilom, po možnosti naravno gumo.
Tempeljska gradnja ni bila končana naenkrat; faraoni so pogosto obnovili ali zamenjali propadle tempeljske strukture ali dodali nove. V okviru teh dodatkov so pogosto razstavili stare tempeljske stavbe in uporabljali material kot polnilo za notranjost novih struktur. V redkih primerih so to naredili zato, ker so stare strukture ali njihovi graditelji postali prekletstvo, kot  templji Akhenatena, vendar je bil v večini primerov razlog udobje priročnega materiala. Takšna širitev in demontaža lahko bistveno izkrivlja prvotni načrt templja, kot se je zgodilo na več templjih  Amon-Raja v Karnaku, ki se je razvil v dveh križajočih oseh in več satelitskih templjih.

## Oblikovanje in dekoracija
Kot vse starodavne egiptovske arhitekture, so egiptovski modeli templjev poudarjali red, simetrijo in monumentalnost ter kombinirali geometrijske oblike s stiliziranimi organskimi motivi. Elementi oblikovanja templja namigujejo tudi na obliko najzgodnejših egiptovskih stavb. Vodoravni zidec na vrhovih sten na primer, je bil narejen v posnemanju vrstic palmovih listov, danih na vrhu arhaične stene in naklon zunanjih sten, ki je zagotovil ravnovesje, je bil tudi del arhaičnih gradbenih metod. Tlorisi so bili običajno osredotočen na os, ki poteka v rahlem naklonu od svetišča do vhoda v tempelj. V celoti razvit vzorec, ki se je uporabljal v novem kraljestvu in kasneje, pot, ki se je uporabljala za procesije - široka avenija prekinjena z masivnimi vrati, je služil kot ta osrednja os. Pot je bila prvenstveno namenjena za božjo uporabo, ko je potoval izven svetišča; v večini priložnosti so ljudje uporabljali manjša stranska vrata. Značilni deli templja, kot s stebri napolnjena hipostilna dvorana, odprta peristilna dvorišča in visoka vhodna pilona, so bili razporejeni po tej tradicionalni poti, vendar prilagojeno redu. Onstran templja, na zunanji steni so bile priložene številne satelitske stavbe.
Vzorci templjev se lahko precej razlikujejo glede na učinek dodatne gradnje. Številni templji (skalni templji) so se razrezali v celoti v živi skali, kot v Abu Simbel, ali so imeli kamnite le manjše notranje komore z zidanimi dvorišči in piloni, kot Wadi es-Sebua. Uporabljali so precej enake oblike, kot prosto stoječe templje ter izkopane komore namesto stavb, za svoje notranje prostore. V nekaterih templjih, kot so pogrebni templji v Deir el-Bahari, je procesna pot potekla navzgor preko vrste teras, namesto da bi sledila na enem nivoju. Ptolomejski tempelj Kom Ombo je bil zgrajena z dvema glavnima svetiščema, ki tvorita dve vzporedni osi po dolžini objekta. Najbolj poseben tempeljski slog je bil Atonov tempelj v Akhenatenu v el-Amarna, v katerem je os prečkala serijo povsem odprtih dvorišč, napolnjenih z oltarji.
Tradicionalni vzorec je bil zelo simboličen. To je bila v veliki meri izdelana varianta zasnove egiptovske hiše, ki je odražala njeno vlogo božjega doma. Poleg tega je tempelj predstavljal del božjega kraljestva na zemlji. Povišana, zaprta svetišča so bila izenačena s svetim hribom, na katerem je bil ustvarjen svet v egiptovski mitologiji in z grobno sobo, kjer je božji ba ali duh naselil kultno podobo tako kot je človeški ba naselil njegovo mumijo. To odločilno mesto, so verjeli, je bilo treba izolirati od nečistega zunanjega sveta. Zato se je proti svetišču zunanja svetloba zmanjšala in vstop omejil. Egipčani so to dosegli s pomočjo tri nivojskega tlorisa, ki je poskus, da privablja obiskovalce proti sredini dvorane in stran od bivalnih prostorov templja. Tempelj lahko predstavljajo tudi svet sam. Procesna pot bi torej lahko stala na poti potovanja sonca po nebu in svetišče za Duat, kjer se ustavi in se vrne po prerojeni noči. Tako je bil prostor zunaj stavbe enačen z vodami kaosa, ki določajo zunanji svet, medtem ko je tempelj predstavljal red kozmosa in kraja, kjer je bilo to pravilo nenehno prenovljeno. 

### Notranji prostori
Notranji prostori templja so osredotočeni na svetišče primarnega boga, ki običajno leži vzdolž osi blizu zadnje strani tempeljske stavbe in v piramidnih templjih neposredno proti dnu piramide. Svetišče je bilo žarišče tempeljskega rituala, kraj, kjer se božja prisotnost kaže najmočneje. Oblika, v kateri se je manifestirala zelo raznoliko. V Atonovem templju in tradicionalnih sončnih svetiščih, je bil predmet ritual sam ali benben kamen, ki je predstavljal sonce, in so ga častili na dvorišču odprtem proti nebu. V mnogih pogrebnih templjih, notranje površine vsebujejo kipe umrlega faraona ali lažna vrata, za katere so verjeli, da njegov ba sprejema darove.
V večini templjev pa je bil poudarek na kultni sliki: kip tempeljskega boga, za katerega so verjeli, da božji ba živi, medtem ko je v stiku z ljudmi. Svetišče v teh templjih vsebuje bodisi naos, komoro kot svetišče, kjer je nastanjena božja slika ali model ladje, ki vsebuje podobo v svoji kabini, ki je bila uporabljena za prenos slike v festivalskih procesijah. Svetišče je bilo v popolni temi. Ker je bilo v zgodnjih obdobjih svetišče postavljeno na zadnji strani stavbe, je v poznem in ptolomejskem obdobju postalo prostostoječa stavba v notranjosti templja, dodatno izolirana pred zunanjim svetom, ki so jo obkrožali hodniki in sobe. 
Druge kapele, posvečene božanstvom, povezanim s primarnim bogom, so ležale na straneh glavnega svetišča. Ko je bil glavni tempeljski bog moški, so bile sekundarne kapele pogosto namenjene mitološkim soprogam in otrokom. Sekundarni kapele v pogrebnih templjih so bile namenjene bogovom, povezanim z vladarji. 
V bližini svetišča so bile še številne druge sobe. Mnogi od teh prostorov so bili uporabljeni za shranjevanje slovesne opreme, obrednih besedil ali tempeljskih dragocenosti; druge so imele posebne obredne funkcije. Prostor, kjer so darovali glede na božanstvo, je bil pogosto ločen od svetišča samega in v templjih brez ladje v svetišču, je bil ločen prostor za shranjevanje le-te. V kasnejših templjih so ritualna področja lahko razširili na kapele na strehi in v grobnicah pod tlemi. In končno, v zunanji steni za templjem, so bile pogosto niše za laike, da bi molili k bogu

### Hodniki in dvorišča
Hipostilne dvorane, pokrite dvorane napolnjene s stebri so bile v templjih v vsej egipčanski zgodovini. V Novem Kraljestvu so bile običajno neposredno pred prostorom svetišča. Te dvorane so bile manj omejena kot notranji prostori in odprte za laike vsaj v nekaterih primerih. Bile so pogosto manj temne. Dvorane v Novem Kraljestvu so imele v visokih centralnih prehodih na procesni poti svetlobno nadstropje, ki je zagotavljalo šibko svetlobo. Utelešenje tega sloga je Velika hipostilna dvorana v Karnaku, katere najvišji stebri so visoki 21 m. V kasnejših obdobjih so Egipčani podprli drugačen slog dvorane, kjer je nizka stena spredaj pustila svetlobo. V senčni dvorani, katere stebri so bili pogosto oblikovani tako, da so posnemali rastline, kot sta lotos ali papirus, je simbolično mitološko močvirje, ki je obdajalo prvobitni hrib v času nastanka. Kolonade se lahko enači tudi s stebri, ki potekajo na nebu v egiptovski kozmologiji.
Onstran hipostilne dvorane so bili eden ali več peristilnih dvorišč odprtih proti nebu. Ta odprta dvorišča, ki so bila del egiptovskega tempeljskega oblikovanja od starega kraljestva, so postala prehodna območja v standardnem tlorisu Novega Kraljestva, ki leži med javnim prostorom zunaj templja in bolj omejenim območjem znotraj. Tukaj se je javnost srečala z duhovniki v času festivalov. Na sprednji strani vsakega dvorišča je običajno pilon, par širokih, ravnih stolpov, ki obdajata glavni prehod. Pilon je znan le iz nekaj razpršenih primerov v starem in srednjem kraljestvu, v novem pa je hitro postal prepoznaven del fasade skupne večini egiptovskih templjev. Pilon je služil simbolično kot čuvaj stolpa proti silam nereda in je lahko so tudi pomenilo, da spominja na hieroglif za "obzorje", kar poudarja sončno simboliko. 
Sprednji del vsakega pilona je imel niše za par drogov za zastave. Za razliko od pilonov, so takšne zastave imela že najzgodnejša pred dinastična svetišča na tempeljskih vhodih. Bili so tako tesno povezana s prisotnostjo božanstva, da je hieroglif za njih egiptovska beseda za "boga".

### Ograja
Zunaj stavbe templja je bila tempeljska ograja, pravokotni zid, ki je simbolično ščitil sveti prostor od zunanjih vplivov. Včasih je bila ta funkcija več kot simbolična, še posebej v zadnjih avtohtonih dinastijah v četrtem stoletju pred našim štetjem, ko so bili zidovi popolnoma utrjeni v primeru Perzijske invazije. V dolgi senci te stene so pogosto imeli izmenično konkavne in konveksne linije opeke, tako da je bil vrh stene vertikalno valovit. Ta vzorec je morda pomenil, da kliče mitološke vode kaosa.
Stenam so bile priložene številne stavbe, povezane s funkcijo templja. Nekatere satelitske kapelice so bile posvečene božanstvom povezanim s tempeljskim bogom, vključno z mumijami. V številnih templjih najdemo sveta jezera, ki so služila kot rezervoarji za vodo, ki so jo uporabljali pri obredih. Pogrebni templji so včasih vsebovali palačo za dušo kralja, kateremu je bil posvečen tempelj, zgrajeno pred stavbo templja. V nekaterih svetiščih je bil prostor za bolne, ki so čakali na zdravilne sanje, ki jih bo poslal bog. Druge tempeljske zgradbe so bile kuhinje, delavnice in skladišča za oskrbo templja. Še posebej pomemben je bil pr-ˁnḫ ali "hiša življenja", kjer so urejali, kopirali in hranili verska besedila, vključno s tistimi, ki so se uporabljala za rituale. Hiša življenja je delovala tudi kot splošno središče učenja, ki je vsebovala tudi dela za ne-verske predmete, kot so zgodovina, geografija, astronomija in medicine. Čeprav so bile te odročne stavbe namenjene za bolj posvetne namene kot tempelj sam, so še vedno imele verski pomen; celo kašče se lahko uporabljali za posebne obrede.
Skozi obzidje potekala procesna pot, ki je vodila od vhoda v tempelj skozi glavna vrata v ograjenega prostora. Pot je bila pogosto okrašena s kipi sfing in prekinjena s postajami za ladjo, kjer bi duhovniki med procesijo počivali. Procesna pot se je običajno končala na pomolu ob Nilu, ki je služil kot vhodna točka za obiskovalce in izstopna točka za festivalsko procesijo, ko je potovala po vodi. V Starem Kraljestvu je bil piramidni tempelj povezan s procesno potjo z dolinskim templjem in pomolom.

### Dekoracija
Tempeljska stavba je bila dovršeno okrašena z reliefi in prosto stoječimi skulpturami, vse z verskega pomena. Kot pri kultnem kipu, so bogovi verjeli, da so prisotni na teh slikah s sveto močjo. Simboli krajev v Egiptu ali delov vesolja so okrepili že prisotno v arhitekturi templja in mitološki geografiji. Slike obredov so služile za okrepitev čarobnega učinka ritualov in ohranjale tak učinek, tudi ko so se rituali prenehali. Zaradi njihove verske narave si ti okraski kazali idealizirano verzijo realnosti, simbolni namen templja, namesto resničnih dogodkov. Na primer, kralj je bil prikazan pri opravljanju vseh ritualov, medtem ko so duhovniki, če do bili upodobljeni, bili drugotnega pomena. Bilo je nepomembno, da je bil le redko prisoten pri teh obredih; njegova širša vloga kot posrednika z bogovi je bila pomembna.
Najpomembnejša oblika dekoracije je relief. Relief postal obsežnejši v daljšem časovnem obdobju in v kasnejših templjih, stene, strop, stebri in preklade so bili vsi okrašeni, kot so prosto stoječe stele postavili v prostoru. Egiptovski umetniki so uporabljali tako bas kot globoki relief. Bas relief je bil dovoljen za nežnejšo umetnost, vendar je bilo več rezbarij v globokem reliefu. Uporabljal se je na tršem, bolj težavnem kamnu in ko so graditelji želeli hitro končati, čeprav je bil primeren tudi za zunanje površine, kjer so sence naredile like izrazitejše pri močni sončni svetlobi. Končan relief je bil pobarvan z uporabo osnovnih barv črne, bele, rdeče, rumene, zelene in modre, čeprav so umetniki pogosto mešali pigmente za ustvarjanje drugih barv. V nekaterih primerih je bila uporabljena pozlata ali inkrustacija z barvnim steklom ali fajanso, s katero so nadomestili barve.
Reliefi, vključno slike in hieroglifsko besedilo, so med najbolj pomembnih viri informacij o Starem Egiptu. Vsebujejo koledarje festivalov, opise mitov, upodobitve ritualov in besedila himne. Faraoni so svojo gradnjo templjev in njihovih pohodov proti sovražnikom Egipta zabeležili na njih. V ptolomejskih templjih so šli še dlje, saj so vključili vse vrste informacij, vzetih iz tempeljskih knjižnic. Okras v določenem prostoru bodisi prikazuje dejanja tam izvedena ali ima neko simbolno vez z namenom sobe, ki zagotavlja veliko informacij o tempeljskih dejavnostih.
Velika, prosto stoječa skulptura imenovana obelisk, visok, poudarjen steber, je bil povezan s soncem v egiptovski ikonografiji. Največji med njimi, Lateranski obelisk, je bil več kot 36 m visok. Pogosto so bili postavljeni v parih pred piloni ali drugje vzdolž tempeljske osi. Kipi kralja, ki so bili prav tako postavljeni, so prav tako dosegali ogromne velikosti; kolosi iz Memnona pri pogrebnem templju Amenhotepa III. in kip Ramzesa II. v Ramesseumu so največji prosto stoječi kipi izdelani v Starem Egiptu. Tudi figure bogov, pogosto v obliki sfinge, so služili kot simbolni varuhi templja. Najbolj številne kipe so bile posvečene figure, ki jih je daroval v tempelj kralj, zasebniki ali celo mesta, da bi pridobili božjo uslugo. Te lahko prikazujejo boga, kateremu so namenjeni ali ljudi, ki so jih podarili ali pa oboje.  Najpomembnejši tempeljski kipi so bile kultne podobe, ki so bile običajno izdelane ali okrašene z dragimi materiali, kot so zlato in lapis lazuli. 

## Osebje
Tempelj je potreboval veliko ljudi, ki so opravljali svoje obredne in podporne naloge. Kot ponazarja tempeljska dekoracija, je vse obrede teoretično opravljal kralj, duhovniki so samo stali ob njem. Duhovniki so torej predmet kraljeve avtoritete in je imel pravico imenovati kogarkoli v duhovništvo. V resnici je bila v starem in srednjem kraljestvu večina duhovnikov vladnih uradnikov, ki so zapustili svoje posvetne dolžnosti za del leta, in šli v tempelj v izmenah. Ko je duhovništvo postalo bolj profesionalno, se zdi, da je kralj, da bi uporabil svojo moč nad imenovanjem predvsem za najvišje položaje, običajno nagradil najljubšega uradnika na to delovno mesto ali zaradi političnih razlogov. Manjša imenovanja je prenesel na svojega vezirja ali duhovnike same. V takih primerih je imetnik urada imenoval lastnega sina za svojega naslednika ali je duhovščina odločila, kdo bi moral zapolniti prazno delovno mesto. Duhovniške službe so bile zelo donosne in spoštovane in so jih obvladovali  najbogatejši in najbolj vplivni člani egiptovske družbe.
Zahteve za duhovništvo so se razlikovale v daljšem časovnem obdobju in med kulti različnih bogov. O podrobnem teološkem znanju je malo znanega. Duhovniki so upoštevati stroge standarde ritualne čistosti v svetem prostoru. Imeli so obrite glave in telesa, oprane večkrat na dan, nosili so le čisto perilo. Niso bili v celibatu, vendar je spolno občevanje veljalo za nečisto, dokler se niso ponovno obredno očistili. Kulti posebnih bogov so lahko imeli dodatne omejitve, povezane z mitologijo, kot je pravilo proti uživanju mesa živali, ki zastopa boga. V Starem Kraljestvu so mnoge ženske služile kot duhovniki, se je pa njihova prisotnost drastično zmanjšala v Srednjem Kraljestvu in spet povečala v tretjem vmesnem obdobju. Manjše pozicije, kot je glasbenik na slovesnosti, je ostala odprta za ženske v celo najbolj omejevalnih obdobjih kot posebna vloga spremljevalnega boga. Ta zadnja vloga je bila zelo vplivna in najbolj pomembna od teh družic, žena Amon-Raja je celo izpodrinila Velikega duhovnika Amona v poznem obdobju.
Na čelu hierarhije v templju je bil veliki duhovnik, ki je nadziral verske in gospodarske funkcije in v največjih kultih je bil pomembna politična figura. Pod njim so bili lahko več kot trije podrejeni duhovniki, ki so ga lahko nadomestili v obredih. Medtem ko so ti višji položaji bili polni delovni čas od Novega Kraljestva dalje, so nižje stopnje duhovništva še vedno delale v izmenah tekom leta. Čeprav so mnogi duhovniki delali različne ponižujoče naloge, je duhovščina imela tudi nekaj ritualnih strokovnjakov. Med temi specializiranimi vlogami je bil lektor duhovnik, ki je navajal hvalnice in uroke v  tempeljskih obredih in ki je oddajal svoje magične daritve laikom. Poleg duhovnikov je velik tempelj zaposloval pevce, glasbenike in plesalce, kmete, peke, obrtnike, gradbenike in skrbnike za svoje praktične potrebe. Velik kult torej, bi lahko imel tudi več kot 150 polno ali za krajši delovni čas zaposlenih duhovnikov, in več deset tisoč drugih zaposlenih, ki so delali na zemljiščih po vsej državi.
V določenih obdobjih je obstajal upravni sedež, ki je združeval vse templje in klerike. V Starem Kraljestvu so faraoni dali to oblast najprej svojim sorodnikom in potem svojim vezirjem. V času vladanja Tutmozisa III. je pisarna prešla od vezirja do visokega duhovnika Amon-Raja, ki je imel v posesti velik del Novega Kraljestva. Rimljani so ustanovili podobno funkcijo, ta Idios Logos je nadzirala egiptovske sekte do njihovega izumrtja. 

## Religiozne aktivnosti

### Dnevni rituali
Dnevna vrsta ritualov je bila skoraj enaka po celem Egiptu, čeprav je točno zaporedje dogodkov negotovo. Ob sončnem vzhodu je službujoči duhovnik vstopil v svetišče in prižgal svečo. Odprl je vrata svetišča in se postavil pred podobo boga z recitiranjem himne v njegovo hvalo. Po čiščenju sobe z vodo in kadilom je duhovnik predstavil figuro boginje Maat bogu, dejanje, ki zastopa namen celotne slovesnosti. Potem je odstranil boga iz svetišča, ga oblekel (zamenjal obleke prejšnjega dne) in ga mazilil z oljem in barvo. Na neki točki je  duhovnik daroval tudi jedi, vključno z različnim mesom, sadjem, zelenjavo in kruhom. Verjeli so, da bogovi porabijo le duhovno bistvo tega obroka. Hrano je najprej daroval vsem kipom v templju, nato lokalnim grobnih kapelam za preživljanje mrtvih in končno duhovnikom, ki jo dejansko pojedli.
Drugi daritveni rituali so potekali opoldne in ob sončnem zahodu, čeprav svetišče ni bilo ponovno odprto. Nekatere slovesnosti razen daritev, so potekale tudi dnevno, vključno z rituali, značilne za določenega boga. V kultu boga sonca Ra na primer, so hvalnice peli dan in noč, za vsako uro potovanja boga na nebu. Veliko slovesnosti je bilo v ritualnem boju proti silam kaosa. Ti lahko na primer, vključujejo uničenje modelov sovražnih bogov, kot sta Apep ali Set, dejanja, za katera so verjeli, da imajo dejanski učinek prek načel egiptovske magije.
V bistvu so Egipčani verjeli, da so vsi rituali dosegli svoj učinek z magijo. Egipčanom je bila magija ali heka temeljna sila s katero so obredi manipulirali. Uporaba magije, ljudi, predmetov in dejavnosti so bili izenačeni v božjem kraljestvu in tako so verjeli, da vpliva na dogodke med bogovi. V dnevnem darovanju na primer, kultni kip, ne glede na to katero božanstvo zastopa, je bil povezan z Ozirisom, bogom mrtvih. Duhovnik je opravljal obred  opredeljen za Horusa, sina Ozirisa, ki je v mitologiji dobil svojega očeta po smrti prek daritve. To razmerje je predloga za odnos med živimi ljudmi in mrtvimi, za katere so dali daritev in je sčasoma postala predlogo za vsa razmerja med tistimi v svetu živih in tistimi, v božjem kraljestvu. 

### Praznovanja
V dneh zlasti pomembnih za vero, so bili dnevni rituali nadomeščeni s festivalskimi obredi. Različna praznovanja os prišla v različnih časovnih presledkih, čeprav je bila večina letnih. Njihov čas je temeljil na egipčanskem koledarju, ki je bil večino časa v razkoraku z dejanskim letom. Medtem ko je veliko praznovanj imelo sezonski značaj, je rok za njihovo izvedbo  izgubil povezavo z dejanskimi sezonami. Večina praznovanj je potekala v enem templju, nekatera pa v dveh ali več templjih ali celotni državi. V Novem kraljestvu in kasneje, lahko koledar festivalov v enem templju vključujejo desetine dogodkov, tako da je verjetno, da so za večino teh dogodkov vedeli samo duhovniki. V festivalih, ki so vključevali procesijo izven templja je bilo vključeno tudi lokalno prebivalstvo, da bi gledali in praznovali. To so bile najbolj izpopolnjene tempeljske slovesnosti, ki jih je spremljala recitacija hvalnic in delovanje glasbenikov.
Festivalske slovesnosti pomenijo prikaz mitoloških dogodkov ali opravljanje drugih simbolnih aktov, kot je rezanje snopov pšenice v času praznovanja, posvečen bogu Min. Veliko takih slovesnosti je potekalo le znotraj stavbe templja, pogosto pa je festival pomenil obisk templja drugega boga. To je bil dogodek festivalske procesije, ko duhovniki prinesejo božansko podobo ven iz svetišča v modelu ladje. Take modele ladje lahko potujejo po kopnem ali jih naložijo na prave čolne za vožnjo po reki. Namen obiska se je spreminjal. Nekateri so bili povezani s plodnostjo: v ptolomejskem obdobju je bila podoba Hator iz templja Dendera prinesena letno v Edfu, tempelj njenega mitološkega soproga Horusa in podobe dveh bogov so preživele več noči skupaj v mammisi, da bi praznovala rojstvo njihovega otroka Harsomptusa. Drugi festivalski prevozi so bili vezani na ideologijo vladarja. Eden od teh je bil festival Opet, izjemno pomembna slovesnost v času Novega Kraljestva, v katerih podoba Amon-Raja iz Karnaka obišče podobo Amona, ki so ga častili v templju v Luksorju in tako ponovno potrdijo božansko vladavino kraljev. Mnoga druga praznovanja so imela pogrebni značaj, kot je bil Prelep praznik doline, ko Amon iz Karnaka odide v Medinet Habu da opravlja pogrebne obrede za osem bogovi Ogdoade, ki so bili tam pokopani. Raznolike slovesnosti so bile združena s širokim namenom obnavljanja življenja med bogovi in vesoljem. 

### Kult živali
Nekateri templji hranijo svete živali, saj so verjeli, da so manifestacija ba boga na enak način kot so kultne podobe. Vsaka od teh svetih živali se je hranila v templju in so zanjo molili določen čas in sicer od leta do konca življenje živali. Na koncu so jo nadomestiti z novo živaljo iste vrste, ki je bila izbrana v preročišču ali na podlagi posebnih oznak, ki naj bi izkazovale njeno sveto naravo. Med najpomembnejšimi živalmi so bili bik Apis, častili so ga v Memfisu kot manifestacijo Memphite boga Pta in sokol v Edfuju, ki je zastopal sokola boga Horusa.
V poznem obdobju je bila razvita drugačna oblika čaščenja živali. V tem primeru so laiki plačali duhovnika, da bi ubil, mumificiral in pokopal žival določene vrste, kot dar bogu. Te živali niso šteli za posebno svete, ampak kot vrsto povezano z bogom, ker je bil prikazan v obliki te živali. Bog Tot na primer, bi lahko bil upodobljen kot ibis in kot pavijan. Nekateri templji so hranili zaloge živali ki bi jih lahko izbrali za ta namen. Te prakse so proizvedle velika pokopališča mumificiranih živali, kot so katakombe okoli Serapeuma v Sakari, kjer so bili biki Apis pokopan skupaj z milijoni drugih živali.

### Preročišče
Do začetka Novega Kraljestva in morda celo prej, je festivalska procesija postala priložnost za ljudi, ki so iskali preročišča boga. Njihova vprašanja so segala od lokacije izgubljenega predmeta so problema izbire za vladno imenovanje. Gib ladje, kot je bil opravljen na prinosniku in ki je označil "da" ali "ne", proti tablici, na kateri so bili napisani možni odgovori, ali so se premikali proti določeni osebi v množici, so bili sprejeti kot odgovor Božji. S tretjim vmesnim obdobjem so se preročišča razširila izven praznovanj, in omogočala ljudem, da se pogosteje posvetujejo. Duhovniki razlagajo premike svetih živali ali pa odgovarjajo na neposredno zastavljena vprašanja, kar so menda prejeli od boga. Duhovnik, ki naj bi bil sposoben govoriti za bogove ali razlagati njihova sporočila, je imel velik političen vpliv.

## Po opustitvi
Ko so se egipčanske izvirne verske dejavnosti končale, so templji utrpeli počasno propadanje. Mnogi so bili uničeni ali razstavljeni od kristjanov, ki so poskušali izbrisati ostanke poganstva. Sčasoma so domačini začeli kamen uporabljati kot material za nove stavbe. Kar so ljudje pustili nedotaknjeno je še vedno predmet naravnih vremenskih vplivov. Templje v puščavskih območjih je uničil pesek, medtem ko so v bližini Nila, zlasti v Spodnjem Egiptu, so pogosto povsem pokopan pod plastmi rečnega mulja. Tako so zasuti tudi nekateri veliki templji v Memfisu in Heliopolisu, medtem ko mnogi templji daleč od Nila in centrov prebivalstva ostali večinoma nedotaknjeni. Do razumevanja hieroglifske pisave so informacije o egipčanski kulturi in prepričanjih, ki so se ohranile v ohranjenih templjih, ležale nerazumljive svetu. 
Stanje se je dramatično spremenilo s francosko vojaško ekspedicijo v Egiptu leta 1798, ki je s seboj pripeljala zbor učenjakov, da preučijo ohranjene antične spomenike. Rezultati njihovega študija je bil navdih za Stari Egipt po vsej Evropi. V začetku devetnajstega stoletja je vse več Evropejcev začelo potovati v Egipt, da bi bideli starodavne spomenike in zbrali egiptovske starine. Veliko tempeljskih artefaktov, od drobnih predmetov do ogromnih obeliskov so odstranili iz države zasebni zbiralci. Ta val egiptomanije je povzročil ponovno odkrivanje tempeljskih mest, kot so Abu Simbel, a so bili artefakti in celo celi templji pogosto obdelani z veliko neprevidnosti.
Egiptologisti devetnajstega stoletja so intenzivno raziskovali templje, vendar je bil njihov poudarek na zbiranju artefaktov, ki so jih pošiljali svojim državam, njihove slabe metode izkopavanja so pogosto povzročale nadaljnjo škodo. Počasi pa se je odnos do egiptovskih spomenikov spremenil. Vlada je prav tako poostrila nadzor nad arheološkimi dejavnostmi, ko se je neodvisnost Egipta od tujih sil povečala. Še celo v zadnjem času se starodavni ostanki soočajo z grožnjami. Najhujša je bila gradnja Asuanskega visokega jezu leta 1960, ki je grozil, da se pod novim Naserjevim jezerom potopijo templji v Spodnji Nubiji, vključno File in Abu Simbel. Velik napor Združenih narodov je bil vložen v demontažo nekaterih ogroženih spomenikov in njihovo obnovo na višjem terenu. Kljub temu je več drugih templjev izginilo  pod jezerom.
Egiptovska vlada si prizadeva uravnotežiti zahteve turizma glede na potrebo po zaščititi antičnih spomenikov pred škodljivimi vplivi turistične dejavnosti. Arheološka dela potekajo še naprej, kot tudi še mnogi templji še vedno ležijo pokopani in mnogi odkriti še niso v celoti raziskani. Nekateri poškodovani ali uničeni objekti, kot so templji Ehnatona, so celo rekonstruirani. Ta prizadevanja so izboljšala sodobno razumevanje egipčanskih templjev, kar omogoča boljše razumevanje starodavne egipčanske družbe kot celote. 